# Goiás
Pour la ville, voir Goiás (ville).
L'État du Goiás (prononcé en portugais : [ɡojˈjas]) est l'un des 26 États du Brésil. Il est situé sur le vaste plateau central, dans la région Centre-Ouest. En 2019, l'État, qui compte 3,3 % de la population brésilienne, est responsable de 2,7 % du PIB du pays,,,.
Le climat est tropical semi-humide. La végétation est celle du Cerrado.
Une partie du territoire de l'État a été utilisée pour la création de Brasilia et est devenue le District fédéral.
Une autre partie, plus vaste, est devenue le Tocantins.
Sa capitale est Goiânia (1 181 438 habitants).
Villes principales (de plus de 100 000 habitants) : Águas Lindas de Goiás, Anápolis, Aparecida de Goiânia, Luziânia, Rio Verde, Catalão, Valparaíso de Goiás, Goiás et Trindade.

## Géographie

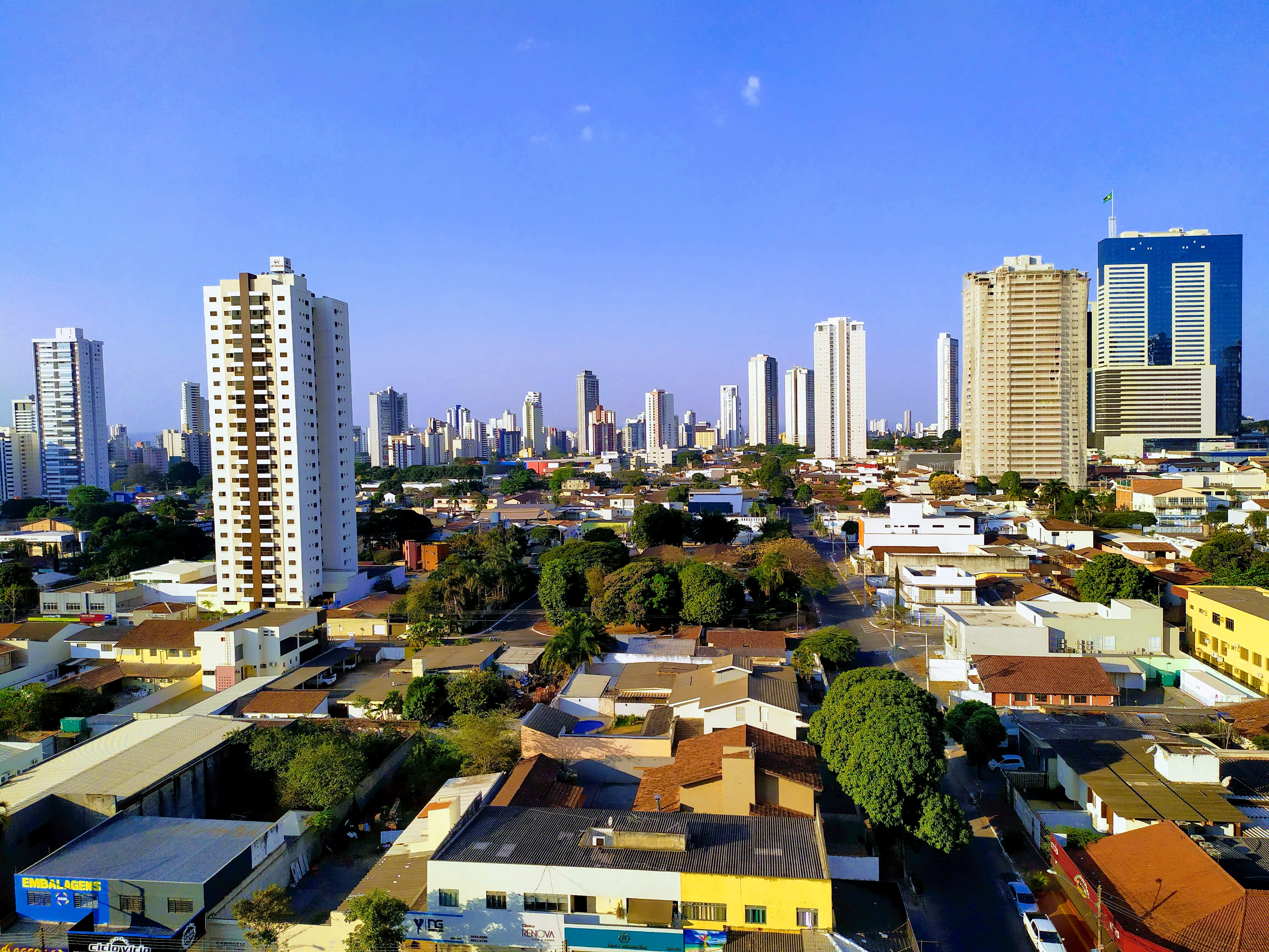
Goiânia, capitale de l'État.

Le Goiás se situe entièrement dans les Hauts-plateaux brésiliens situés au centre du pays. Il occupe un grand plateau, dont la plus grande part se trouve entre 750 et 900 m d'altitude et forme la ligne de séparation entre les trois grands systèmes fluviaux du Brésil : au sud le Goiás est drainé par le Rio Paranaíba, un tributaire du Paraná ; à l'est il fait partie du bassin du Rio São Francisco ; et vers le nord ses eaux s'écoulent vers le Rio Araguaia et le Rio Tocantins et leurs affluents.
D'autres rivières importantes dans l'État sont le Meia Ponte, l'Aporé, le São Marcos, le Rio Corumbá, les Rio Claro, Rio Paranã, Rio Maranhão, et le Rio Preto. Aucune de ces rivières n'est navigable sauf sur de courtes distances et sur embarcations légères.
Le climat du plateau du Goiás est subtropical. Les températures moyennes varient entre 26 °C pendant le mois le plus chaud et 22 °C pendant le plus froid. L'année est partagée en deux saisons : celle des pluies (octobre–mars) et la saison sèche (avril–septembre).
Les précipitations moyennes annuelles se situent vers les 1 700 mm (avec des petites différences dues aux élévations et aux microclimats), ce qui est malgré tout considérable surtout en comparaison avec des zones de même latitude situées sur d'autres continents.
La grande région Centre-Ouest, comprenant les États du Goiás, du Mato Grosso, du Mato Grosso do Sul, et le District fédéral, est parmi les régions à plus forte croissance du Brésil. La population du Goiás a triplé de 1950 à 1980 et augmente encore rapidement. Cependant au-delà de l'agglomération de Goiânia, la plus grande partie du Goiás est sous-peuplée. Les régions de plus forte concentration humaine sont dans le sud-est, près de Goiânia et de sa zone, près de la frontière du Minas Gerais (Catalão, Rio Verde, Jataí, et Caldas Novas), ainsi qu'aux alentours de Brasilia (Formosa, Planaltina de Goiás et Luziânia).

## Histoire
Les colonisateurs portugais arrivèrent, pour la première fois, dans la région aujourd’hui connue sous le nom de Goias, près d’un siècle après la découverte du Brésil. L’occupation du territoire commença avec les expéditions d’aventuriers, les Bandeirantes, en provenance de la capitainerie de Sao Paulo. Parmi eux se détache Bartolomeu Bueno da Silva qui, à la fin du XVIIe siècle, parcourut le territoire du Goias, à la recherche de gisements de métaux précieux. En accord avec la tradition, Bartolomeu Bueno da Silva, face au refus des Indiens de l’informer sur la provenance de l’or avec lequel ils se paraient, versa de l’eau de vie dans une assiette, y mit le feu et menaça les Indiens de faire de même avec les eaux des fleuves. Terrorisés, les Indiens le conduisirent immédiatement aux gisements et lui donnèrent le nom de « Anhanguera », qui signifie « vieux diable » ou « sorcier ». Si l'authenticité de cette légende est difficile à vérifier, après l’arrivée de « Anhanguera », bien d'autres expéditions parcoururent le Goiás, à la recherche des richesses de son sous-sol. En 1726, Bartolomeu Bueno da Silva fonda lui-même la première ville du Goiás, dénommée Arraial da Barra. Dès lors, la population ne cessa d’augmenter. L’exploitation de l’or atteignit son apogée dans la seconde moitié du XVIIIe siècle.
La colonisation du Goiás est également due à la migration d’éleveurs en provenance de São Paulo, au XVIe siècle, à la recherche de meilleures terre pour le bétail. Cela est à l’origine de la prédestination de l’État pour l’élevage. À l’époque où le Brésil était une colonie du Portugal, l’État du Goiás appartenait à la capitainerie de São Paulo. Cette situation dura jusqu’à la création de la capitainerie générale du Goiás, en 1744. Après l’indépendance du Brésil, en 1822, toutes les capitaineries devinrent des provinces indépendantes, gouvernées par les habitants de ces provinces. À partir de 1860, l’agriculture et l’élevage devinrent les activités principales de la région, au moment même où les exploitations minières d’or diminuèrent du fait de l’épuisement des mines. La navigation à vapeur et l’ouverture de routes, à la fin du XIXe siècle, permirent le transport de produits cultivés dans l’État et le développement de la région.
En 1889, avec la proclamation de la République, la province se transforma en État du Goiás. 
Au XXe siècle, la construction de la nouvelle capitale, Goiânia, fut déterminante quant à l’économie du pays. Celle-ci se développa encore davantage avec la création de Brasilia, la nouvelle capitale du Brésil, inaugurée en 1960. 
En 1988, l’État du Goiás fut partagé et sa partie nord devint l’État de Tocantins.

## Économie
Le secteur des services est la composante la plus importante du PIB avec 43,9 %, suivi du secteur industriel avec 35,4 %. L'agriculture représente 20,7 % du PIB (2004). Exportations de Goiás : soja 49,2 %, viande de bovin 10,5 %, or 9,1 %, autre viande 7,5 %, fer 7,4 %, cuir 4 % (2002).
Part de l'économie brésilienne : 2,4 % (2005).

### Agriculture

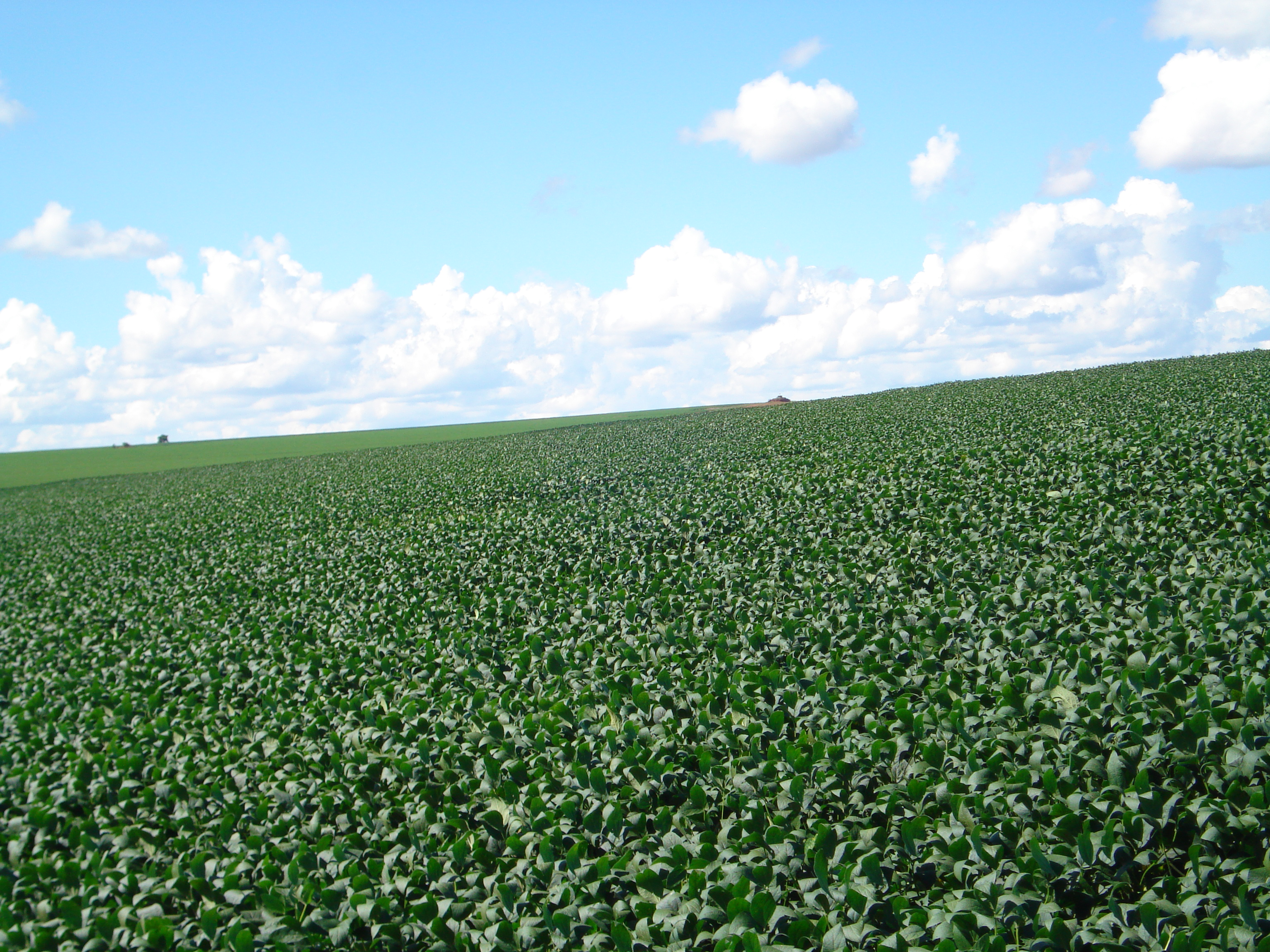
Soja à Goiás.

L'agriculture au total représentait 21 % du PIB de l'État. L'état de Goiás se distingue par la production de canne à sucre, maïs, soja, sorgho, haricot, tournesol, tomate, ail, en plus de produire également coton, riz, café et blé. En 2019, Goiás était l'État brésilien avec la quatrième production céréalière la plus élevée, 10 % de la production nationale. Goiás est le deuxième producteur de canne à sucre du pays, 11,3 % de la production nationale, avec 75,7 millions de tonnes récoltées lors de la récolte 2019/20. La même année, il était le quatrième producteur de soja, avec 12,46 millions de tonnes. Il a le leadership national dans la production de sorgho : il a produit 44 % de la production végétale brésilienne dans le cycle 2019/2020, avec une récolte de 1,09 million de tonnes. En 2017, il était le quatrième producteur de maïs du pays. L'État est également le leader brésilien de la production de tomates : en 2019, il a produit plus de 1,2 million de tonnes, soit un tiers de la production totale du pays. En 2019, Goiás est devenu le leader de la production brésilienne de ail,. Goiás était le quatrième producteur de haricots au Brésil lors de la récolte 2017/18, avec 374 000 tonnes, et représente environ 10 % de la production du pays. L'État occupe également la troisième place dans la production nationale de coton, cependant, la majeure partie de la production nationale provient du Mato Grosso et Bahia - Goiás n'a que 2,3 % de participation,. En tournesol, en 2020, Goiás était le deuxième producteur national, avec 41,8 %, perdant uniquement du Mato Grosso. En riz, Goiás est le huitième producteur brésilien, avec 1 % de la production nationale.

### Bétail
Goiás est un leader dans le pays en matière de culture. En 2016, Goiás possédait le troisième plus grand cheptel bovin du Brésil : 22,6 millions de têtes de bétail. Le nombre de porcs à Goiás était d'environ 2,0 millions de têtes en 2015. L'État possédait le sixième plus grand troupeau brésilien, 5 % du cheptel national. Parmi les municipalités de Goiás qui se sont démarquées, Rio Verde comptait la troisième plus grande population nationale. En 2016, Goiás était le quatrième producteur de lait, représentant 10,1 % de la production laitière du pays. Le nombre de poulets dans l'État était de 64,2 millions de têtes en 2015. La production d'œufs de poule cette année était de 188 millions de dizaines. Goiás était le dixième producteur d'œufs, 5 % de la production nationale,.

### Exploitation minière

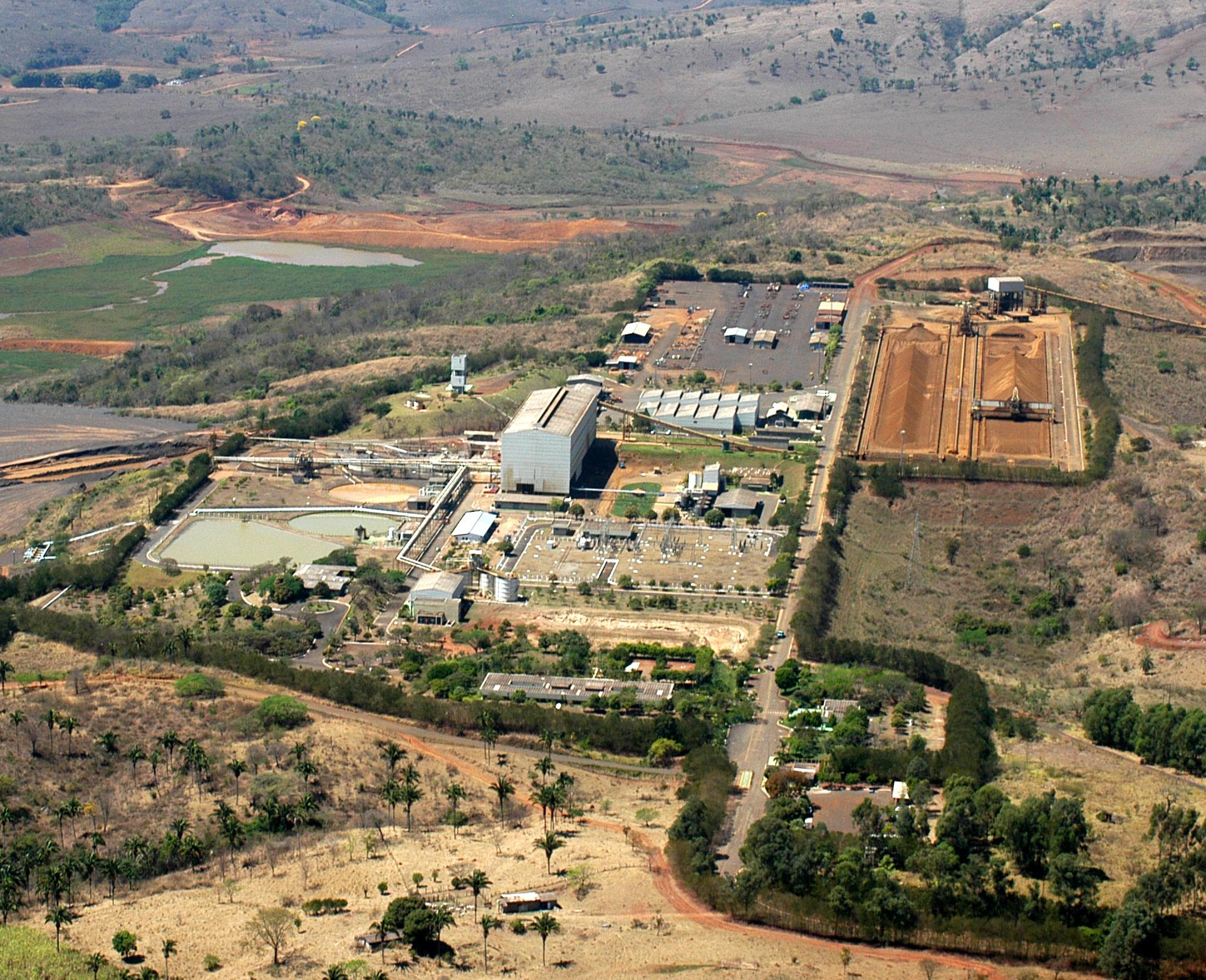
Complexe minéral-chimique de la société Fosfértil à Catalão.

Les minéraux sont également importants, l'État étant un producteur majeur de nickel, cuivre, or, niobium et aluminium (bauxite). Goiás détenait 4,58 % de la participation nationale minière (troisième place du pays) en 2017. Pour le nickel, Goiás et Pará sont les deux seuls producteurs du pays, Goiás étant le premier en production, ayant obtenu 154 000 tonnes d'une valeur de 1,4 milliard de réaux. En cuivre, c'était le deuxième producteur du pays, avec 242 000 tonnes, pour une valeur de 1,4 milliard de réaux. En or, il était le quatrième producteur du pays, avec 10,2 tonnes, pour une valeur de 823 millions de réaux. Quant au niobium (sous forme de pyrochlorine), c'était le deuxième producteur du pays, avec 27 000 tonnes, pour une valeur de 312 millions de réaux. En aluminium (bauxite), il était le troisième producteur du pays, avec 766 000 tonnes, pour une valeur de 51 millions de réaux,.
En pierres précieuses, Goiás est l'un des États producteurs d'émeraude du Brésil. Campos Verdes est considérée comme la « capitale des émeraudes ». L'État a également connu la production de tourmaline (le Brésil est l'un des plus gros producteurs de cette gemme) et de saphir (en mode rare),,,.

### Industrie

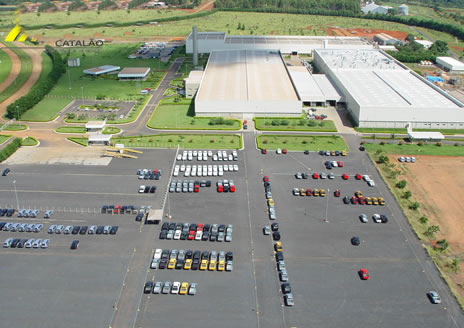
L'usine Mitsubishi de Catalão.

Goiás avait en 2017 un PIB industriel de 37,1 milliards de réaux, soit 3,1 % de l'industrie nationale. Elle emploie 302 952 travailleurs dans l'industrie. Les principaux secteurs industriels sont : la construction (25,6 %), l'alimentation (25,2 %), les services publics industriels, tels que l'électricité et l'eau (17,2 %), les produits pétroliers et biocarburants (7,4 %) et la chimie (3,7 %). Ces 5 secteurs concentrent 79,1 % de l'industrie de l'État.
Goiânia et Aparecida de Goiânia sont devenues des centres d'industries agro-alimentaires, Anápolis d'usines pharmaceutiques. Rio Verde, dans le sud-ouest, est l'une des petites villes à la croissance la plus rapide avec de nombreuses nouvelles industries implantées dans la région et Catalão est un centre métallo-mécanique et chimique.
Au Brésil, le secteur automobile représente près de 22 % du PIB industriel. Goiás possède des usines Mitsubishi, Suzuki et Hyundai,.

## Tourisme

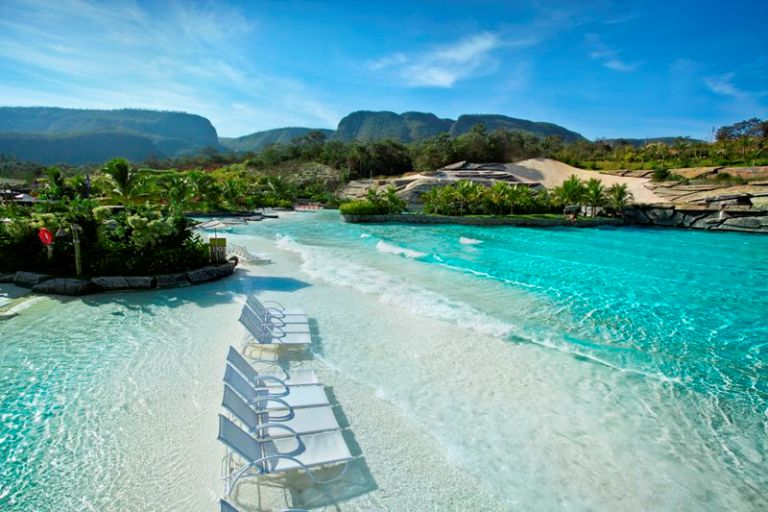
Hôtel à Caldas Novas.

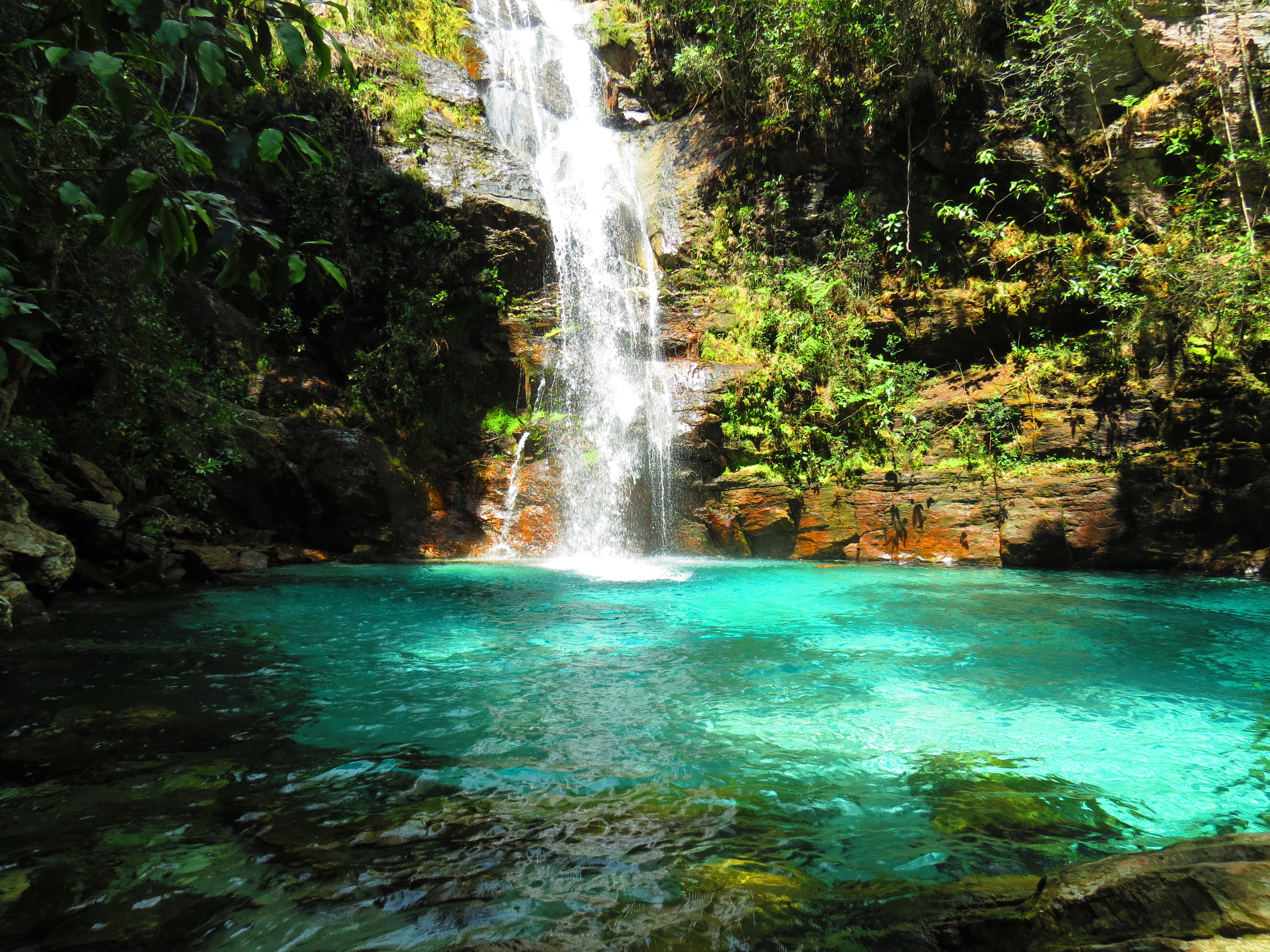
Cascade de Santa Barbara à Cavalcante.

La ville touristique la plus connue de l'État est Caldas Novas, célèbre pour ses sources chaudes, étant la plus grande station hydrothermale du monde, avec plusieurs stations qui utilisent les eaux de ces sources chaudes à des fins thérapeutiques et de loisirs. Certaines stations balnéaires de la ville s'inspirent des anciens thermes romains. La Région attire des touristes de tout le Brésil et du monde,.
Il existe également plusieurs endroits où l'écotourisme a lieu, principalement à Chapada dos Veadeiros, un parc national réputé pour la diversité de ses paysages.
Patrimoine mondial de renommée internationale, la ville de Goiás se distingue par son importance historique et son architecture coloniale.
Pirenópolis est une ville de l'intérieur de l'État de Goiás, connue pour ses maisons coloniales préservées et ses rues en pierre escarpées.

## Infrastructures

### Routes

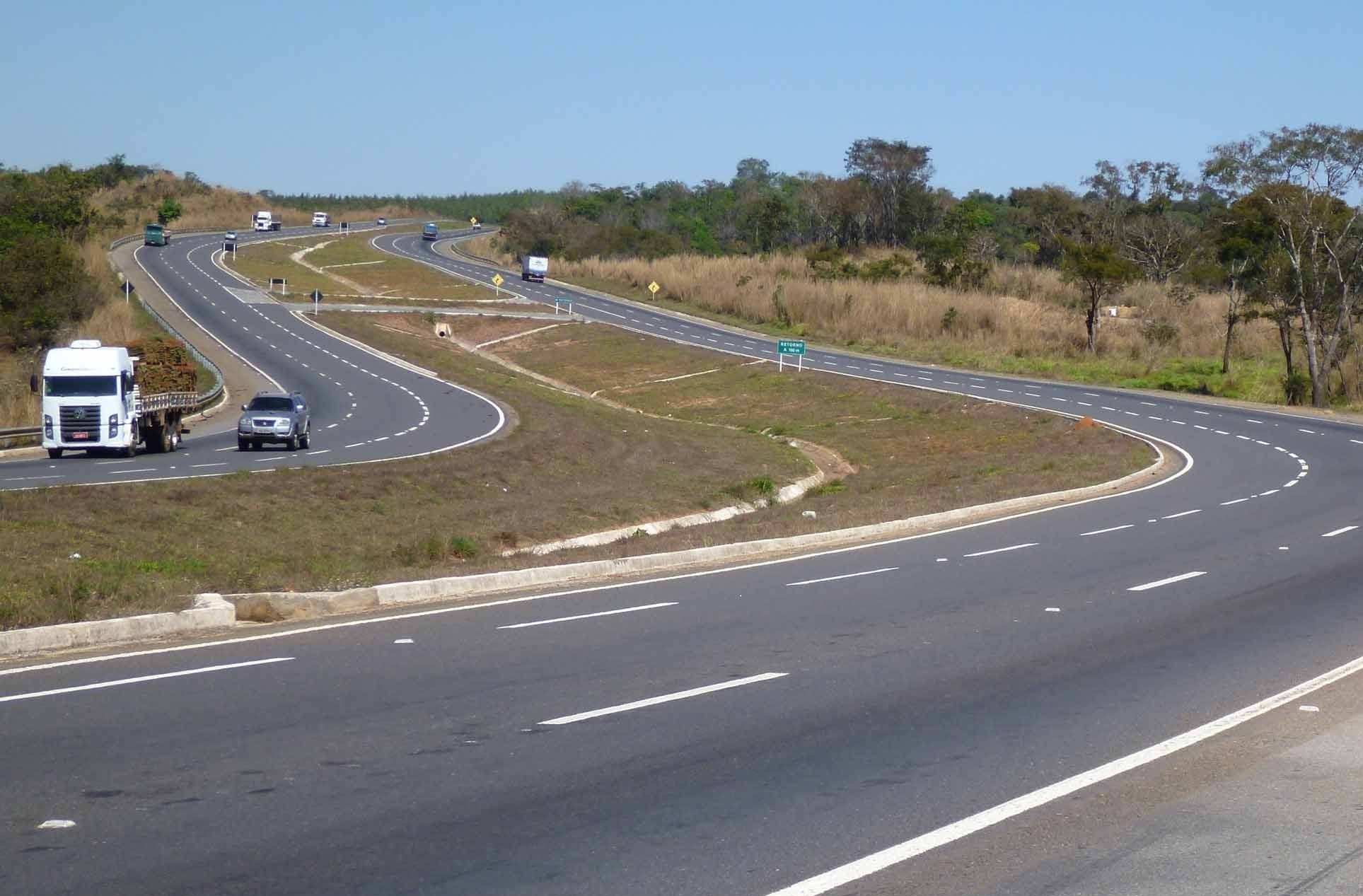
BR-060, entre Brasília et Goiânia.

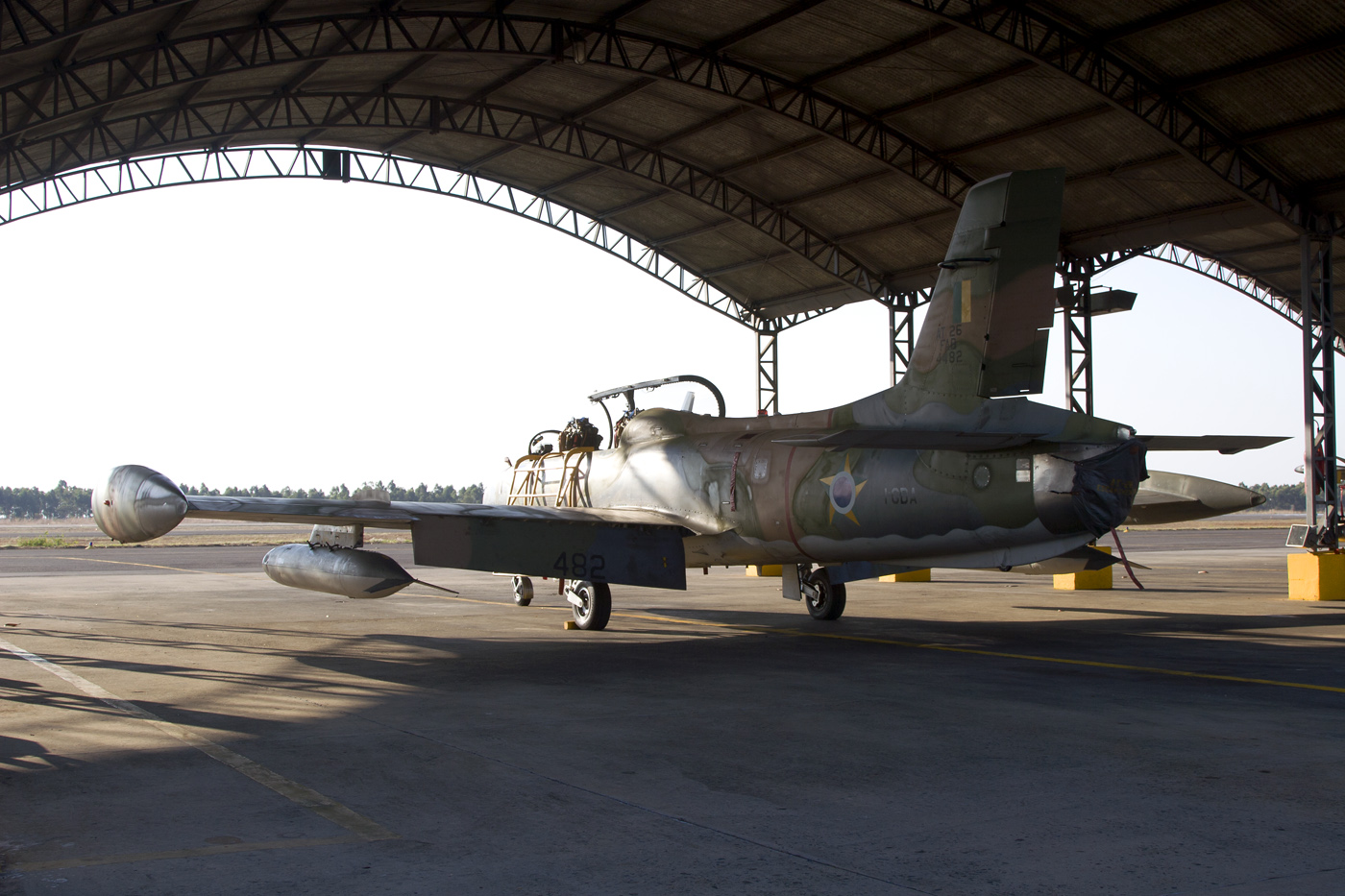
Base aérienne d'Anápolis.

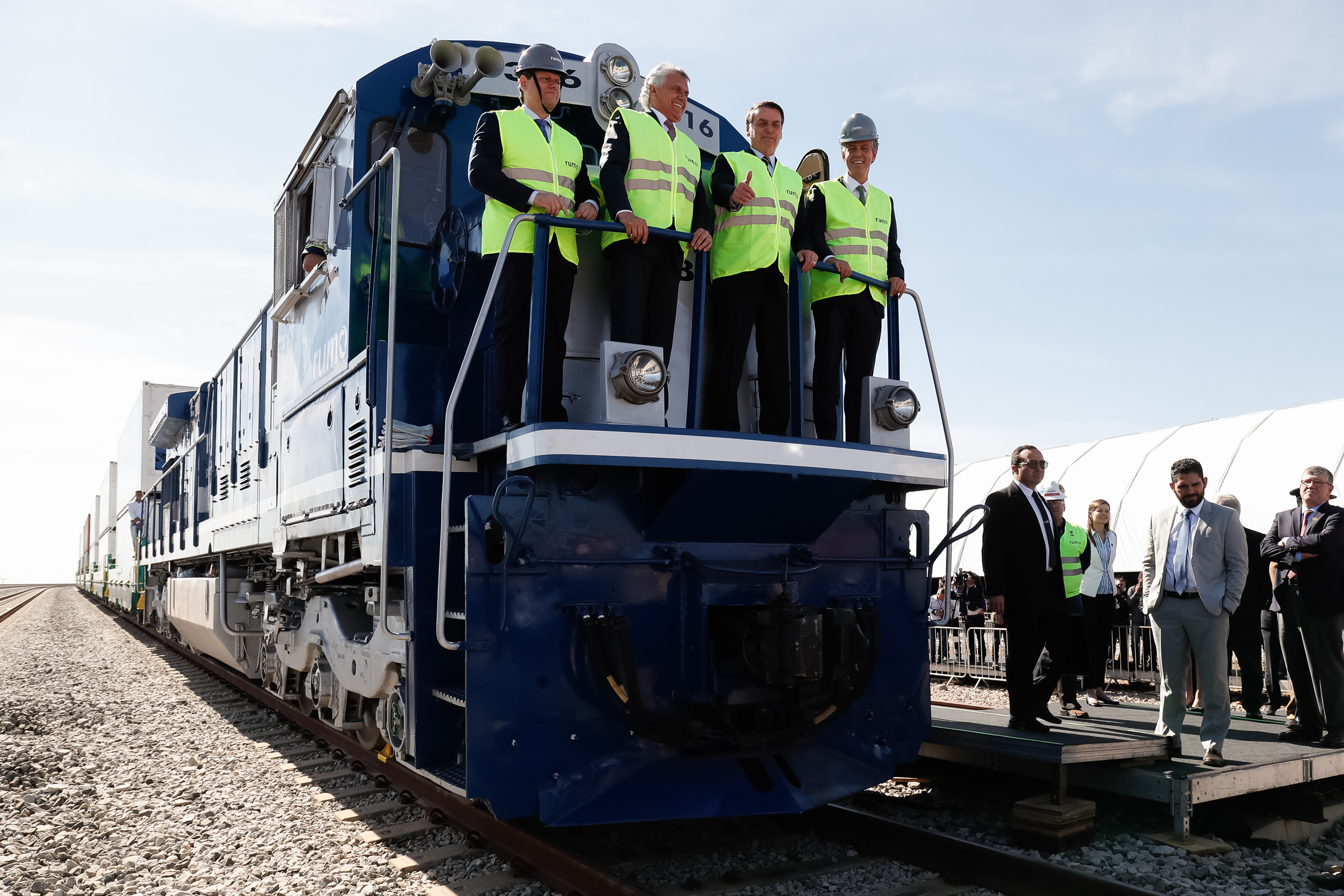
Le président de la République, Jair Bolsonaro, pose pour une photo lors de la cérémonie de signature du contrat de concession du tronçon Nord-Sud, en 2019, à Anápolis.

En 2017, l'État disposait d'un réseau routier total de 96 642,1 km, y compris les routes municipales, de l'État de Goiás et fédérales. En décembre 2021, Goiás comptait, en plus des routes municipales, 21 212,67 km d'routes dans l'État de Goiás et 2 094,3 km d'routes fédérales. Il y a plus de 13 000 km de routes goudronnées, et environ 1 200 km de autoroutes. Le BR-060 compte plus de 520 km dupliqués entre Brasilia, Goiânia et Jataí. Le BR-050 est presque entièrement dupliqué dans l'état, avec plus de 200 km d'autoroutes entre Cristalina et la frontière avec le Minas Gerais. La BR-153 entre Goiânia et la frontière avec le Minas Gerais est également doublée, en plus des autoroutes reliant Goiânia à BR-070. La duplication des routes dans l'État a commencé dans les années 2000 et n'a cessé d'évoluer depuis lors,,. Il existe actuellement un projet de duplication de l'BR-153 entre Anápolis et la frontière avec le Tocantins.
Il n'y a qu'une seule voie navigable sur la rivière Paranaíba, et son port principal est São Simão, qui fait partie de la Hidrovia Paraná-Tietê.
Le trafic aérien à Goiás compte plusieurs aéroports, le plus fréquenté étant celui de Santa Genoveva, à Goiânia. Une base aérienne a été construite à Anápolis pour les avions supersoniques de l'Force aérienne brésilienne.
L'un des chemins de fer les plus importants de l'État est le Ferrovia Norte-Sul (Chemin de Fer Nord-Sud). Le 4 mars 2021, les opérations ont commencé sur le tronçon entre São Simão (GO) et Estrela d'Oeste (SP). À São Simão, un terminal a été construit avec une capacité statique de 42 000 tonnes et la capacité de traiter 5,5 millions de tonnes de soja, de maïs et de farine de soja par an. Le 29 mai 2021, la première composition ferroviaire chargée de soja est partie du terminal multimodal de Rio Verde (GO), à destination du Port de Santos. Ce voyage a marqué l'inauguration du tronçon entre Rio Verde et São Simão (GO) avec un peu plus de 200 km,.

## Sports

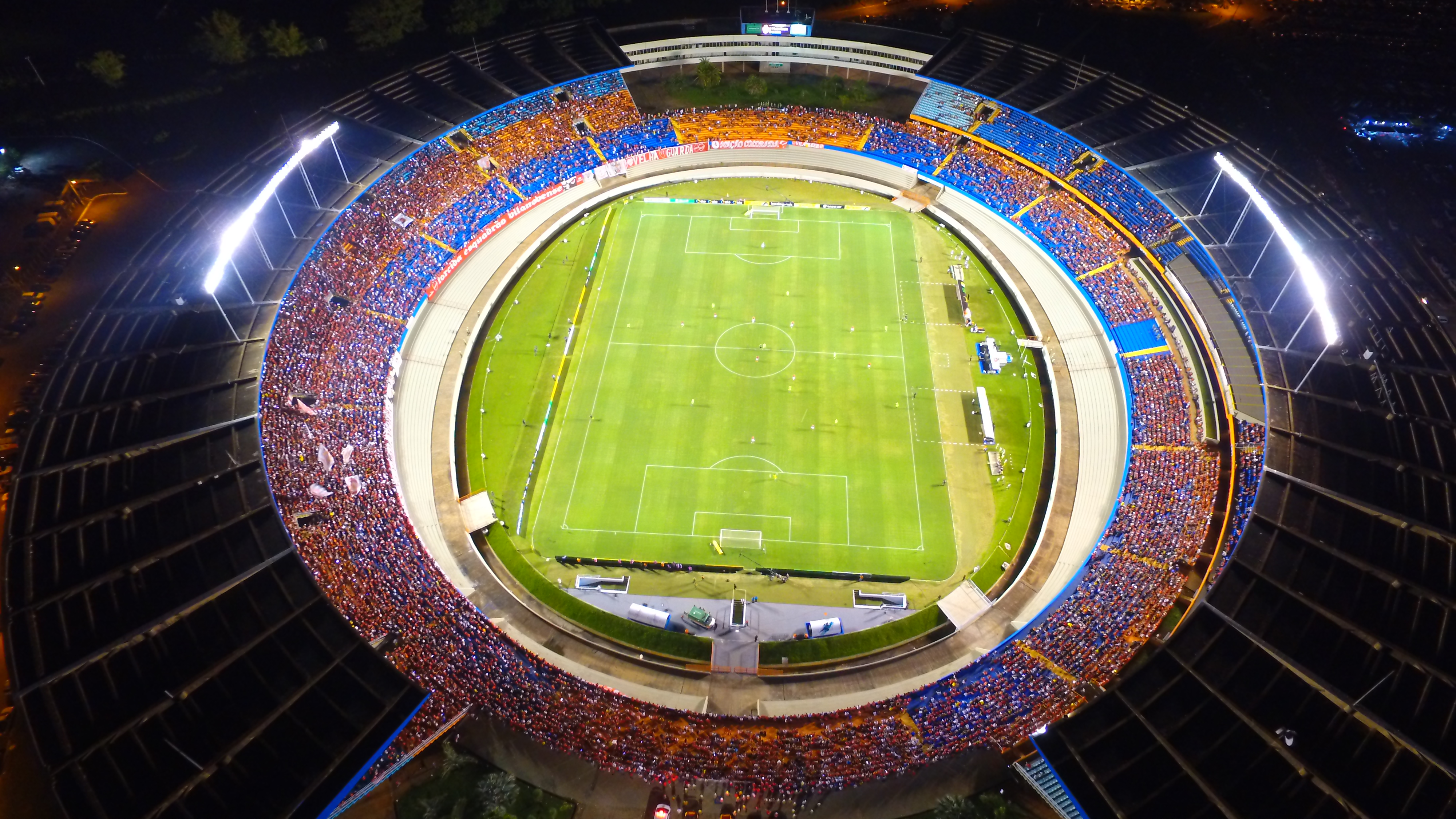
Stade Serra-Dourada.

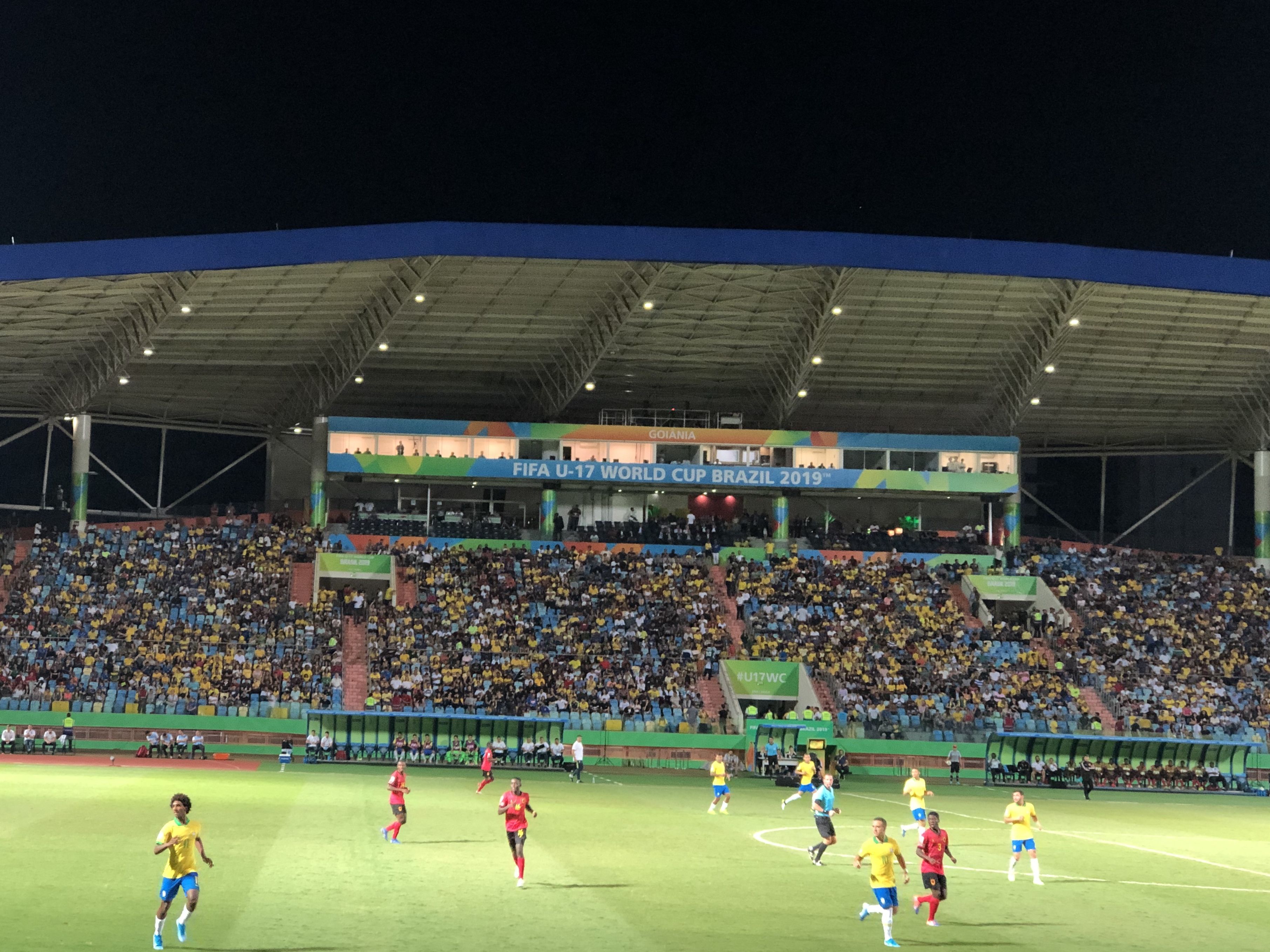
Stade olympique Pedro Ludovico Teixeira.

Le sport principal de l'État est le football. Les principaux clubs de football sont Goiás, Atlético Goianiense, Vila Nova, Anápolis, Itumbiara, Anapolina, CRAC et Goiânia. Les principaux stades de Goiás sont le Stade Serra-Dourada et le Stade olympique Pedro Ludovico Teixeira, qui a été choisi comme l'un des hôtes de la Coupe du monde de football des moins de 17 ans 2019,.
Le volley-ball est également largement pratiqué par la population de Goiás, occupant la 3e place de préférence, avec le futsal en deuxième place. Le rugby occupe la quatrième place dans la préférence de Goiás. Un endroit où le volleyball et le futsal sont largement pratiqués se trouve dans la ville d'Anápolis, qui dispose d'un gymnase international capable d'accueillir des matchs officiels, le gymnase international Newton de Faria.
Les médaillés olympiques Dante en volley-ball et Carlos Jayme en natation  sont nés dans l'État, en plus des médailles aux Championnats du monde César Sebba en basket-ball et Diogo Villarinho au marathon aquatique.

## Population et démographie
Selon l'IBGE, cet État compte 6 004 045 habitants en 2010. La densité de population est de 16,9 hab./km2.
Le taux d'urbanisation est de 88,6 % en 2006. Le taux de croissance annuel de cette population, de 1991 à 2000, est de 2,5 % ; habitations : 1 749 000 (2006).
La population se décompose par groupes ethniques de la façon suivante : 
- 3 433 000 Blancs brésiliens (51,45 %) ;
- 2 076 000 Métis (49,41 %) ;
- 329 000 Afro-Brésiliens (5,60 %) ;
- 16 000 Asio-Brésiliens (0,26 %) ;
- 15 000 Amérindiens (0,25 %).

L'origine de la population de Goiás est européenne à 83,7 %, africaine à 13,3 % et amérindienne à 3,0 %.
Les 15 villes les plus importantes en 2018 sont (selon l'Institut brésilien de géographie et de statistiques) :
- Goiânia (1 495 705 habitants) ;
- Aparecida de Goiânia (565 957 habitants) ;
- Anápolis (381 970 habitants) ;
- Rio Verde (229 651 habitants) ;
- Águas Lindas de Goiás (207 070 habitants) ;
- Luziânia (205 023 habitants) ;
- Valparaíso de Goiás (164 723 habitants) ;
- Trindade (125 328 habitants) ;
- Formosa (119 506 habitants) ;
- Novo Gama (113 679 habitants) ;
- Senador Canedo (112 224 habitants) ;
- Catalão (106 618 habitants) ;
- Itumbiara (103 652 habitants) ;
- Jataí (99 674 habitants) ;
- Planaltina de Goiás (89 181 habitants).

## Gouverneurs
| Période | Période  | Identité                    | Étiquette | Qualité |
| ------- | -------- | --------------------------- | --------- | ------- |
| 1987    | 1990     | Henrique Santillo           | PSDB      |         |
| 1991    | 1993     | Iris Rezende                | PMDB      |         |
| 1994    | 1995     | Agenor Rodrigues de Rezende | PMDB      |         |
| 1995    | 1998     | Maguito Vilela              | PMDB      |         |
| 1998    | 1998     | Naphtali Alves de Souza     | PMDB      |         |
| 1998    | 1999     | Helenês Cândido             | PPB       |         |
| 1999    | 2006     | Marconi Perillo             | PSDB      |         |
| 2007    | 2010     | Alcide Rodrigues            | PP        |         |
| 2011    | 2018     | Marconi Perillo             | PSDB      |         |
| 2018    | 2018     | José Eliton Júnior          | PSDB      |         |
| 2019    | En cours | Ronaldo Caiado              | DEM       |         |